# خيسوس بلانكو فيلار
خيسوس بلانكو فيلار (بالإسبانية: Jesús Blanco Villar)‏ ولد بتاريخ 26 مارس 1963 في رويس، إسبانيا، هو دراج إسباني سابق.

## روابط خارجية
- خيسوس بلانكو فيلار على موقع أرشيف الدراجات (الإنجليزية)
- خيسوس بلانكو فيلار على موقع إحصائيات الدراجات الإحترافية (الإنجليزية)
- خيسوس بلانكو فيلار على موقع CycleBase (الإنجليزية)